# پاپا بوبا دیوپ
پاپا بوبا دیوپ (انگلیسی: Papa Bouba Diop؛ زادهٔ ۲۸ ژانویهٔ ۱۹۷۸ – درگذشته ۲۹ نوامبر ۲۰۲۰) بازیکن فوتبال اهل سنگال بود.
وی همچنین در تیم ملی فوتبال سنگال بازی کرده بود و زننده گل افتتاحیه جام جهانی ۲۰۰۲ نیز بود. وی در ۲۹ نوامبر ۲۰۲۰ و در سن ۴۲ سالگی پس از یک دوره طولانی بیماری درگذشت.